# Magritte du cinéma 2020
De 10e uitreiking van de Magritte du cinéma vond plaats op 1 februari 2020 voor de Belgische Franstalige films uit 2019. De uitreiking vond plaats in het Square - Brussels Meeting Centre te Brussel met Kody als gastheer en werd rechtstreeks uitgezonden op La Deux. 
Grote winnaar was Duelles van Olivier Masset-Depasse met negen prijzen, waaronder beste regisseur, beste film en beste actrice (Veerle Baetens).

## Winnaars en genomineerden
De genomineerden werden op 8 januari 2020 bekendgemaakt.

### Beste film
- Duelles van Olivier Masset-Depasse
  - Le jeune Ahmed van Jean-Pierre en Luc Dardenne
  - Lola vers la mer van Laurent Micheli
  - Nuestras madres van César Díaz
  - Seule à mon mariage van Marta Bergman

### Beste regisseur
- Olivier Masset-Depasse - Duelles
  - Jean-Pierre en Luc Dardenne - Le jeune Ahmed
  - Laurent Micheli - Lola vers la mer
  - César Díaz - Nuestras madres

### Beste acteur
- Bouli Lanners - C'est ça l'amour
  - Kevin Janssens - De Patrick
  - Marc Zinga - La Miséricorde de la jungle
  - Benoît Poelvoorde - Le Grand Bain

### Beste actrice
- Veerle Baetens - Duelles
  - Anne Coesens - Duelles
  - Lubna Azabal - Tel Aviv on Fire
  - Cécile de France - Un monde plus grand

### Beste debuutfilm
- Nuestras madres van César Díaz
  - Cavale van Virginie Gourmel
  - Escapada van Sarah Hirtt
  - Pour vivre heureux van Salima Sarah Glamine en Dimitri Linder
  - Seule à mon mariage van Marta Bergman

### Beste Vlaamse film
- De Patrick van Tim Mielants
  - Bastaard van Mathieu Mortelmans
  - Binti van Frederike Migom
  - Cleo van Eva Cools

### Beste buitenlandse film in coproductie
- Sorry We Missed You van Ken Loach
  - Atlantique van Mati Diop
  - The Sisters Brothers van Jacques Audiard
  - Tel Aviv on Fire van Sameh Zoabi

### Beste acteur in een bijrol
- Arieh Worthalter - Duelles
  - Bouli Lanners - De Patrick
  - Jonathan Zaccaï - Le Grand Bain
  - Othmane Moumen - Le jeune Ahmed

### Beste jong mannelijk talent
- Idir Ben Addi - Le jeune Ahmed
  - Baloji - Binti
  - François Neycken - Escapada
  - Jérémy Senez - Trois jours et une vie

### Beste actrice in een bijrol
- Myriem Akheddiou - Le jeune Ahmed
  - Yolande Moreau - Cleo
  - Stéphanie Crayencour - Emma Peeters
  - Claire Bodson - Le jeune Ahmed

### Beste jong vrouwelijk talent
- Mya Bollaers - Lola vers la mer
  - Bebel Baloji - Binti
  - Raphaëlle Corbisier - Escapada
  - Victoria Bluck - Le jeune Ahmed

### Beste beeld
- Hichame Alaouié - Duelles
  - Benoît Debie - The Sisters Brothers
  - Virginie Surdej - Nuestras madres

### Beste kostuums
- Claudine Tychon - Seule à mon mariage
  - Valérie Le Roy - De Patrick
  - Gaëlle Fierens - Emma Peeters

### Beste decor
- Catherine Cosme - Lola vers la mer
  - Hubert Pouille en Pepijn Van Looy - De Patrick
  - Françoise Joset - The Room

### Beste montage
- Damien Keyeux - Duelles
  - Marie-Hélène Dozo - Le jeune Ahmed
  - Julie Naas - Lola vers la mer

### Beste filmmuziek
- Frédéric Vercheval - Duelles
  - Fabien Leclercq - Binti
  - Dan Klein - Cavale
  - Raf Keunen - Lola vers la mer

### Beste scenario of bewerking
- Olivier Masset-Depasse - Duelles
  - Jean-Pierre en Luc Dardenne - Le jeune Ahmed
  - Laurent Micheli - Lola vers la mer
  - César Díaz - Nuestras madres

### Beste geluid
- Olivier Struye, Marc Bastien, Héléna Réveillère en Thomas Gauder - Duelles
  - Benoît De Clerck, Emmanuel de Boissieu en Michov Gillet - Atlantique
  - Emmanuel de Boissieu en Vincent Nouaille - Nuestras madres

### Beste korte film
- Matriochkas van Bérangère Mc Neese
  - Bruxelles-Beyrouth van Thibaut Wohlfahrt en Samir Youssef
  - Detours van Christopher Yates
  - Lucia en el limbo van Valentina Maurel

### Beste korte animatiefilm
- La foire agricole van Stéphane Aubier en Vincent Patar
  - Grand loup & Petit loup van Rémi Durin
  - Nuit chérie van Lia Bertels
  - Sous le cartilage des côtes van Bruno Tondeur

### Beste documentaire
- Mon nom est clitoris van Daphné Leblond en Lisa Billuart Monet
  - Bains publics van Kita Bauchet
  - By the name of Tania van Mary Jiménez en Bénédicte Liénard
  - Sans frapper van Alexe Poukine

### Magritte d'honneur
- Monica Bellucci[4]

## Films met meerdere nominaties
De volgende films ontvingen meerdere nominaties:
| Nominaties | Film                 | Gewonnen |
| ---------- | -------------------- | -------- |
| 10         | Duelles              | 9        |
| 9          | Le jeune Ahmed       | 2        |
| 7          | Lola vers la mer     | 2        |
| 6          | Nuestras madres      | 1        |
| 5          | De Patrick           | 1        |
| 4          | Binti                |          |
| 3          | Escapada             |          |
| 3          | Seule à mon mariage  | 1        |
| 3          | Atlantique           |          |
| 3          | Cavale               |          |
| 3          | Cleo                 |          |
| 3          | Emma Peeters         |          |
| 3          | Le Grand Bain        |          |
| 3          | The Sisters Brothers |          |
| 3          | Tel Aviv on Fire     |          |